# Tadao Tannaka
Tadao Tannaka (japanisch 淡中 忠郎, Tannaka Tadao; * 27. Dezember 1908 in Matsuyama, Präfektur Ehime, Japan; † 25. Oktober 1986 in Tokio) war ein japanischer Mathematiker.
Tannaka machte 1932 seinen Bachelor-Abschluss an der Kaiserlichen Universität Tōhoku, der späteren Universität Tōhoku. 1934 wurde er dort Dozent, 1942 Assistenzprofessor und 1945 Professor. 1941 promovierte er an der Universität Tōhoku. 1972 emeritierte er dort und war dann bis 1981 Professor an der Tōhoku-Gakuin-Universität. 1955/57 war er am Institute for Advanced Study und 1955 war er einer der Organisatoren des Internationalen Symposiums für algebraische Zahlentheorie in Tokio und Nikkō, bei dem es auch zu folgenreichen Kontakten zwischen André Weil und japanischen Zahlentheoretikern wie Gorō Shimura und Yutaka Taniyama kam. Er war auch langjähriges Mitglied im Leitungsrat der Japanischen Mathematischen Gesellschaft und Mitherausgeber der Tōhoku sūgaku zasshi (engl. Tohoku Mathematical Journal).
Er beschäftigte sich vor allem mit algebraischer Zahlentheorie und bewies zum Beispiel Verallgemeinerungen des Hauptidealsatzes der Klassenkörpertheorie. Nach Tannaka sind mehrere Konzepte benannt (Tannaka-Kategorie, Tannaka-Krein-Dualität bzw. Tannaka-Dualität). Sie haben ihren Ursprung in einer Arbeit von Tannaka 1939, in der er untersuchte, wie eine kompakte (nicht-kommutative) Gruppe aus der Menge ihrer Darstellungen rekonstruiert werden kann, was im kommutativen Fall durch den Dualitätssatz von Pontrjagin beschrieben wird (Rekonstruktion einer abelschen Gruppe aus der Gruppe ihrer Charaktere). Im Westen wurde das zum Beispiel von Claude Chevalley in den 1940er Jahren aufgegriffen. Anwendung fanden die Konzepte in der Formulierung der Kategorientheorie in der algebraischen Geometrie der Schule von Alexander Grothendieck und seiner Theorie der Motive in den 1960er Jahren und in den 1990er Jahren in der Theorie der Quantengruppen.